# مرداب کشندی

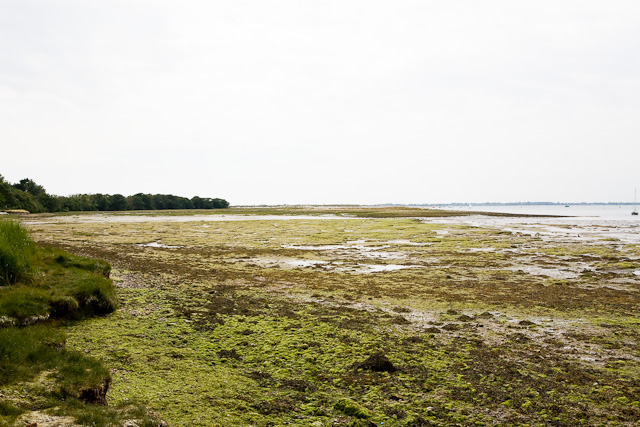
مانداب نمکی کشندی در الا نور در چیچستر، انگلستان

مرداب کشندی یا مانداب کشندی (به انگلیسی: Tidal marsh)، (همچنین به عنوان نوعی «تالاب کشندی» شناخته می‌شود) ماندابی است که در کنار رودخانه‌ها، سواحل و مصب‌ها یافت می‌شود که با جابجایی کشندی خور همجوار، دریا یا اقیانوس، سیل می‌آید و تخلیه می‌شود. مانداب‌های کشندی چرخه‌های پایدار زیادی را تجربه می‌کنند، از جمله کشندهای روزانه و نیمه‌روزانه، نوسان دمای روز و شب، مهکشند، رشد و پوسیدگی پوشش گیاهی فصلی، رواناب در ارتفاعات، تغییر آب و هوای دهه‌ای، و روندهای صدساله تا هزارساله در سطح دریا و آب و هوا است. مانداب‌های کشندی در مناطقی که از امواج محافظت می‌شوند (مانند لبه‌های خلیج‌ها)، در شیب‌های بالایی کشندی، و جایی که آب شیرین یا شور است، تشکیل می‌شوند. آنها همچنین تحت تأثیر آشفتگی گذرا مانند توفان، سیل، طوفان و آتش‌سوزی در ارتفاعات قرار دارند.